# Torsten Gejl
Torsten Gejl, né le 30 janvier 1964 à Aarhus (Danemark), est un homme politique danois, membre de L'Alternative.

## Biographie
Torsten Gejl étudie à l'école de commerce Kaospilot de 1990 à 1993.
Engagé au sein de L'Alternative, Torsten Gejl est élu député au Folketing dans le Jutland du Nord lors des élections législatives de juin 2015, les premières auxquelles se présente le parti.
Il est réélu pour un second mandat lors des élections de juin 2019, cette fois-ci dans le Jutland de l'Est. Le 1er février 2020, Josefine Fock est élue à la tête de L'Alternative et, le 9 mars, quatre des cinq députés élus sous les couleurs du parti lors du scrutin de 2019 quittent le mouvement pour protester contre la ligne de la nouvelle direction. Gejl décide de rester au sein du parti et devient donc l'unique membre de son groupe parlementaire, dont il devient président et porte-parole politique.
Le 14 novembre 2020, Fock annonce sa démission de son poste de leader du parti, et Gejl la remplace à titre intérimaire, sans toutefois briguer sa succession. Franciska Rosenkilde est élue à la tête du mouvement en février 2021.
Il remporte un troisième mandat lors des élections législatives anticipées du 1er novembre 2022. Après le scrutin, il reste le porte-parole politique de son groupe parlementaire, mais en cède la présidence à Helene Brydensholt.
En août 2023, il se met en congé du Folketing pendant plusieurs mois pour cause de stress, évoquant notamment son importante charge de travail lors de la précédente législature, en tant qu'unique parlementaire de son parti. Il siège de nouveau en janvier 2024.